# Elusa nigricans
Elusa nigricans là một loài bướm đêm trong họ Noctuidae.